# Toxolasma mearnsi
Toxolasma mearnsi är en musselart som först beskrevs av Simpson 1900.  Toxolasma mearnsi ingår i släktet Toxolasma och familjen målarmusslor. Inga underarter finns listade i Catalogue of Life.